# Sriranga III
Sriranga III (... – XVII secolo) è stato l'ultimo sovrano dell'Impero Vijayanagara.
Salì al potere nel 1642 dopo la morte di suo zio Venkata III e fu pronipote di Aliya Rama Raya.
Nel 1645 l'imperatore Mogul Shah Jahan incaricò tutti i sultanati del Deccan di scendere in guerra contro il regno indù del sud e di acquisire territori. Le forze musulmane marciarono alla testa di un grande esercito, e Sriranga III, impegnato nelle campagne del sud, dovette ritornare a Vellore.
Il suo appello per un aiuto da parte dei Nayak cadde nel vuoto, e dovette scendere in battaglia da solo.
Nel 1646 Sriranga III raccolse un grande esercito con l'aiuto dei Nayak di Mysore, Gingee e Tanjore e si scontrò con le forze Moghul.
Gli eserciti musulmani uscirono sconfitti, ma successivamente ricevettero nuove forze dal Deccan. La guerra terminò nel 1652.
Dal 1652, Sriranga III, lasciato solo a Fort Vellore, venne sconfitto dalle forze di Golconda.
Sriranga Raya III morì nei tardi anni '70 del XVII secolo come un imperatore senza un impero, mettendo fine a più di 3 secoli di Impero Vijayanagara nel sud dell'India.